# Nha Fala
Nha Fala è un film del 2002 diretto da Flora Gomes.
La pellicola, il cui titolo tradotto letteralmente significa La mia voce, è girato e ambientato a Capo Verde.
È stato selezionato in competizione ufficiale lungometraggi alla Mostra internazionale del Cinema di Venezia nel 2002. È stato proiettato al 30º Festival del Cinema Africano di Verona nel 2010 all'interno di un ciclo di film per festeggiare il trentennale della manifestazione.

## Trama
Vita, la protagonista, decide a vent'anni di lasciare la sua città per andare a vivere a Parigi, dove vuole continuare i suoi studi. Prima di partire, promette alla madre di non cantare: secondo un'antica leggenda, le donne della famiglia che osano farlo, sono colpite da una maledizione che le porta alla morte.
A Parigi, Vita incontra Pierre, un giovane musicista di cui si innamora. Pierre, stupito dalla sua meravigliosa voce, la convince a cantare e incidere un disco in studio. Il disco diventa immediatamente un successo ma Vita, temendo la reazione della famiglia, decide di tornare a Capo Verde e convincere la madre, sfidando la tradizione. Con l'aiuto di Pierre, Vita inscena la propria morte per poi "risorgere", dimostrando alla madre e agli amici come tutto sia possibile se si è capaci di osare.